# Maylandia

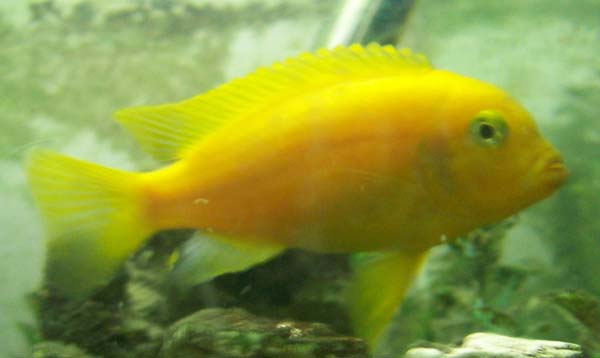
Male Maylandia lombardoi

Maylandia hay Metriaclima là một chi cá trong Họ cá Hoàng đế ở Đông Phi.

## Các loài
Có 34 loài được ghi nhận trong chi này:
- Maylandia aurora (W. E. Burgess, 1976)
- Maylandia barlowi (McKaye & Stauffer, 1986)
- Maylandia benetos (Stauffer, Bowers, Kellogg & McKaye, 1997)
- Maylandia callainos (Stauffer & Hert, 1992) (Cobalt Zebra, Cobalt Blue Mbuna)
- Maylandia chrysomallos (Stauffer, Bowers, Kellogg & McKaye, 1997)
- Maylandia cyneusmarginatus (Stauffer, Bowers, Kellogg & McKaye, 1997)
- Maylandia elegans (Trewavas, 1935)
- Maylandia emmiltos (Stauffer, Bowers, Kellogg & McKaye, 1997)
- Maylandia estherae (Konings, 1995) (Red Zebra, Esther Grant's Zebra)
- Maylandia flavifemina (Konings & Stauffer, 2006)
- Maylandia glaucos (Ciccotta, Konings & Stauffer, 2011)
- Maylandia greshakei (M. K. Meyer & W. Förster, 1984) (William's Mbuna, Ice Blue Zebra)
- Maylandia hajomaylandi (M. K. Meyer & Schartl, 1984)
- Maylandia heteropicta (Staeck, 1980)
- Maylandia lanisticola (W. E. Burgess, 1976)
- Maylandia livingstonii (Boulenger, 1899)
- Maylandia lombardoi (W. E. Burgess, 1977) (Kennyi Mbuna, Kenyi Mbuna, Lombardoi Mbuna)
- Maylandia lundoense (Stauffer, K. E. Black & Konings, 2013)[3]
- Maylandia mbenjii (Stauffer, Bowers, Kellogg & McKaye, 1997)
- Maylandia melabranchion (Stauffer, Bowers, Kellogg & McKaye, 1997)
- Maylandia midomo (Stauffer, K. E. Black & Konings, 2013)[3]
- Maylandia mossambica (Ciccotta, Konings & Stauffer, 2011)
- Maylandia nigrodorsalis (Stauffer, K. E. Black & Konings, 2013)[3]
- Maylandia nkhunguensis (Ciccotta, Konings & Stauffer, 2011)
- Maylandia pambazuko (Stauffer, K. E. Black & Konings, 2013)[3]
- Maylandia phaeos (Stauffer, Bowers, Kellogg & McKaye, 1997)
- Maylandia pursa (Stauffer, 1991)
- Maylandia pyrsonotos (Stauffer, Bowers, Kellogg & McKaye, 1997)
- Maylandia sciasma (Ciccotta, Konings & Stauffer, 2011)
- Maylandia tarakiki (Stauffer, K. E. Black & Konings, 2013)[3]
- Maylandia thapsinogen (Stauffer, Bowers, Kellogg & McKaye, 1997)
- Maylandia xanstomachus (Stauffer & Boltz, 1989)
- Maylandia xanthos (Ciccotta, Konings & Stauffer, 2011)
- Maylandia zebra (Boulenger, 1899) (Zebra Mbuna)